# Ferdinand Gottfried Leygebe

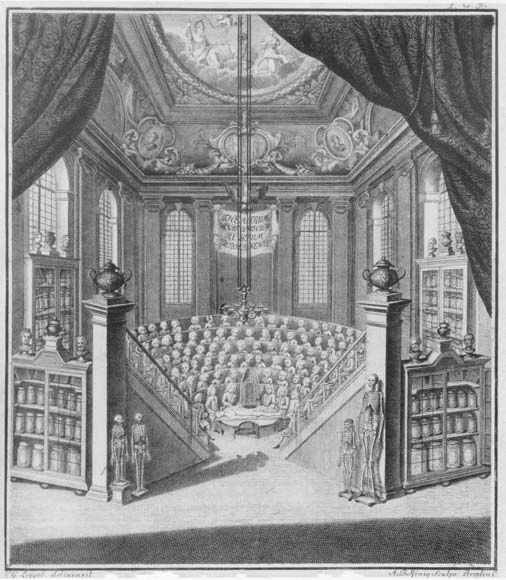
Das Anatomische Theater in Berlin (1720)
Kupferstich von Anton Balthasar König nach einer Zeichnung von Gottfried Leygebe

Ferdinand Gottfried Leygebe, auch Gottfried Leygeb (* um 1694 in Berlin; † 6. Juli 1756 ebenda) war ein deutscher Maler, Zeichenlehrer und Professor der Anatomie an der Preußischen Akademie der Künste in Berlin.

## Biografie
Ferdinand Gottfried Leygebe war der Sohn des Hofmalers und Mitglieds der Akademie der Künste Paul Carl Leygebe und Enkel des Eisenschneiders Gottfried Christian Leygebe. Er folgte seinem Vater als Professor für Anatomie an der „Akademie der Künste und mechanischen Wissenschaften“, verlegte sich aber mehr aufs Zeichnen und die Unterrichtung der Jugend, als aufs Malen. Nach dem Verlust der gesamten Abgusssammlung der Akademie durch den Brand von 1743 blieb als Notbehelf nur noch die Verlegung des Zeichenunterrichts in das Privathaus Leygebes übrig. Nach dem Tod von Direktor Friedrich Wilhelm Weidemann übernahm er 1750 als Inspektor die Geschäftsführung der Akademie der Künste, weil Friedrich II. keinen Nachfolger Weidemanns bestellte, sondern die Akademie bis 1757 als Protektor selbst führte. Erst nach dem Tod Leygebes wurde Blaise-Nicolas Le Sueur zum Akademiedirektor ernannt.